# بيت بي. هيغينز
بيت بي. هيغينز (بالإنجليزية: Pete Higgins)‏ هو طبيب أسنان وسياسي أمريكي، ولد في 26 أكتوبر 1957 في فينيكس في الولايات المتحدة. حزبياً، نشط في الحزب الجمهوري. وقد انتخب عضو مجلس نواب ألاسكا.